# باولو كوينتيروس
باولو كوينتيروس (بالإسبانية: Paolo Quinteros) مواليد 15 يناير 1979، هو لاعب كرة سلة أرجنتيني بدأ مسيرته الاحترافية في سنة 1996 يلعب مع فريق ريجاتاس كوريينتس. يبلغ طوله 6 قدم 2.75 بوصة (1.9 م).

## فرق لعب لها
- باسكت سرقسطة 2002
- ريجاتاس كوريينتس

## الميداليات
| الميدالية | المسابقة                             |
| --------- | ------------------------------------ |
| فضية      | بطولة أمم الأمريكتين لكرة السلة 2005 |
| فضية      | بطولة أمم الأمريكتين لكرة السلة 2007 |
| برونزية   | بطولة أمم الأمريكتين لكرة السلة 2009 |
| ذهبية     | بطولة أمم الأمريكتين لكرة السلة 2011 |

## روابط خارجية
- باولو كوينتيروس على موقع الاتحاد الدولي لكرة السلة (الإنجليزية)
- باولو كوينتيروس على موقع الدوري الإسباني لكرة السلة (الإسبانية)
- باولو كوينتيروس على موقع كرة السلة الأوروبية.كوم (الإنجليزية)
- باولو كوينتيروس على موقع ريلجم (الإنجليزية)
- باولو كوينتيروس على موقع بروبوليرز (الإنجليزية)
- باولو كوينتيروس على موقع سبورتس رفرنس (الإنجليزية)
- باولو كوينتيروس على موقع أوليمبيديا (الإنجليزية)